# اچ‌ام‌ای‌اس اورالبا
اچ‌ام‌ای‌اس اورالبا (به انگلیسی: HMAS Uralba) یک کشتی است که طول آن ۱۵۴٫۸ فوت (۴۷ متر) می‌باشد. این کشتی در سال ۱۹۴۲ ساخته شد.